# Карољ Сирмаи
Карољ Сирмаи (Темерин, 27. јун 1890 − Врбас, 6. октобар 1972) био је књижевник и уредник листа на мађарском језику, Југословенске мађарске новине.

## Биографија
Карољ Сирмаи је рођен у Темерину, одакле се породица Сирмаи ускоро преселила у Деспотово где је његов отац радио као општински бележник. Основну римокатоличку школу и гимназију, похађао је у Новом Саду. Након матуре, радио је као помоћник бележника у Гложану. Правни факултет је уписао у Будимпешти. У Нови Врбас је дошао 1925. године и почео да ради у фабрици шећера.
Преминуо је 6. октобра 1972. у Врбасу где је и сахрањен.

## Књижевни рад
Доласком у Врбас, Карољ Сирмаи је почео да се бави књижевним радом. Крајем двадесетих година достављао је своје рукописе новосадским новинама мађ. Reggeli Újság. У том периоду је започео сарадњу са писцем Корнелијем Сентелекијем. Године 1933. постао је уредник часописа мађ. Kalangya. Исте године је постао уредник листа Југословенске мађарске новине.
После Другог светског рата се пензионисао и наставио да се бави књижевним радом. Објављивао је новеле и приче. 

### Објављена дела
- У магли, Суботица (1933)
- Песник смрти, студија о песнику Дежеу Костолањи, Сегедин (1943)
- У олуји, новеле, Нови Сад (1952)
- У котлини, Нови Сад (1958)
- Више нико не долази, новеле, Нови Сад (1960)
- Вртлог, новеле, Нови Сад (1962)
- Визије тишине, одабране новеле, Нови Сад (1965)
- Распеване даљине, изабране новеле 1927-1968, Нови Сад (1968)
- Зидови, сами зидови, новеле, Нови Сад (1970)
- У потрази за собом, стихови и аутобиографија, Врбас (1970)
- Визије тишине, изабране новеле (превод на српски Јожеф Варга), Нови Сад (1972)
- Увек се опраштати од неког, новеле, Ст. Гален (1976)
- Речи вечери, студије, критике, Ст. Гален, Штутгарт, Сиднеј (1978)
- Мотористи ноћи, изабране новеле, Нови Сад (1979)
- На мосту времена новеле, Штутгарт, Њујорк (1981)
- Возови у ноћи I, сабране новеле 1910-1944, Нови Сад (1990)[1]

## Књижевна награда
Године 1975. у његову част, установљена је књижевна Награда „Карољ Сирмаи”, која се додељује у Врбасу и Темерину за дела написана на српском и мађарском језику.

## Галерија
- Статуа која се додељује као књижевна награда, део збирке личних предмета Кароља Сирмаиа
- Пасош Кароља Сирмаиа, лични документ
- Посмртна маска Кароља Сирмаиа узета на дан његове смрти
- Додела књижевне награде за 2013. годину у музеју у Врбасу